# Wilcze Błota
Wilcze Błota – wieś kociewska w Polsce położona w województwie pomorskim, w powiecie starogardzkim, w gminie Lubichowo na północnowschodnim obrzeżu Borów Tucholskich.
W latach 1975–1998 miejscowość administracyjnie należała do województwa gdańskiego.